# Портнягіна Віра Олександрівна
Портнягіна Віра Олександрівна (нар.17 травня 1928, Каїнськ, Новосибірська область — 2 жовтня 2005, Боярка, Київська область) — радянська та українська вчена-хімік, доктор хімічних наук (1972), завідувач лабораторії хімічного синтезу (1965—1990) Київського науково-дослідного інституту (НДІ) фармакології та токсикології, заслужений винахідник СРСР (1989) та УРСР (1978).

## Біографія
У 1950 р. закінчила хімічний факультет КНУ ім. Т. Г. Шевченка, а у 1953 р. — аспірантуру на кафедрі органічної хімії КНУ ім. Т. Г. Шевченка. Того ж року призначена на посаду молодшого наукового співробітника Київського НДІ фармакології та токсикології.
У 1954 р. у КНУ ім. Т. Г. Шевченка захистила кандидатську дисертацію на тему «Конденсація карбонильних сполук з о-амінофенилмеркаптанами» під керівництвом А. І. Кіпріанова, 1971 р. — докторську дисертацію.
У 1958 р. призначена старшим науковим співробітником Київського НДІ фармакології та токсикології. Протягом 1965—1990 років працювала керівником лабораторії хімічного синтезу Київського НДІ фармакології та токсикології.

## Наукові досягнення
Проводила дослідження в галузі синтезу охороно- та конкуренто- здатних антидотно-лікувальних, протизапальних, протимікробних, противірусних засобів, лікарських препаратів, що нормалізують діяльність центральної нервової системи, імуномодуляторів. В медичну практику впроваджені: препарат антидотної дії оксатіол (1975 р.), протизапальний препарат піримідант (1986 р.), антидот при отруєнні ФОС алоксим (1986 р.).
Опублікувала 255 наукових робіт, 100 авторських свідоцтв та 15 зарубіжних патентів. Підготувала 3 кандидати та 1 доктора хімічних наук.
Співавтор препаратів Унітіол, Оксатіол, Пірімідант, Алокс, Ізамбен, Амізон.

## Нагороди, премії, відзнаки
- Знак: «Відмінник охорони здоров'я» (1968).
- Медалі: «За доблесний труд в ознаменнування 100-річчя з дня народження В. І. Леніна» (1970), «За трудову доблесть» (1976), «Ветеран праці» (1979).
- Почесні звання: «Заслужений винахідник УРСР» (1988) та «Заслужений винахідник СРСР».

## Основні наукові праці
- Конденсація карбонільних сполук з о-амінофенілмеркаптанами (канд. дис.). — К., 1955; Спецробота (докт. дис.). — К., 1972;
- Алифатические и жирноароматические бистриазены // Укр. хим. журн. — 1959, Т. 25 (співавт.);
- 2(β,-Димеркаптопропокси) этансульфонат натрия — аналог унитиола // Укр. хим. журн. — 1962, Т. 28 (співавт.);
- Синтез некоторых меркаптопроизводных пиридина и пиримидина // Укр. хим. журн. — 1966, Т. 32 (співавт.);
- Зависимость между строением и фармакологическим действием в ряду некоторых пиримидиновых производных гидразина / Сб. «Фармакология и токсикология». — К., 1968, Вып. 1 (співавт.); *Производные гидразинопиримидинов // Хим.-фармац. журн. — 1970, Вып. 7 (співавт.);
- 1,3-Диметилмеркаптоизопропил-2-тиопиримидины // ХГС. — 1970. — № 5 (співавт.);
- Гуанидиновые производные азотистых гетероциклов // ХГС. — 1971. — № 2 (співавт.);
- Синтез и противовоспалительные свойства карбоксифениламидов 1-окисей никотиновой и изоникотиновой кислот // Хим.-фармац. журн. — 1979, Вып. 7 (співавт.);
- Синтез и противовоспалительные свойства о-карбоксифениламинопиримидинов // Хим.-фармац. журн. — 1983, Вып. 11 (співавт.);
- Ароматические аминокетоны и азотистые гетероциклы, содержащие 3,4,5-триметоксибензоильную группу // Укр. хим. журн. — 1984, Вып. 9 (співавт.);
- Экспресс-метод определения антиокислительной активности лекарственных веществ // Хим.-фармац. журн. — 1985, Вып. 5 (соавт.);
- Амиды 3,4,5-триметоксибензойной кислоты // Укр. хим. журн. — 1986. — № 5 (співавт.).